# Atletica leggera agli XI Giochi panafricani - 3000 metri siepi maschili
La specialità dei 3000 metri siepi maschili agli XI Giochi panafricani si è svolta il 13 settembre 2015 allo Stade Municipal de Kintélé di Brazzaville, nella Repubblica del Congo.
La gara è stata vinta dal keniano Clement Kemboi.

## Podio
| Oro     | Clement Kemboi Kenya       |
| Argento | Hillary Kemboi Kenya       |
| Bronzo  | Hailemariyam Amare Etiopia |

## Programma
| Data              | Ora | Evento |
| ----------------- | --- | ------ |
| 13 settembre 2015 |     | Finale |

## Risultati

### Finale
| Class   | Atleta               | Nazione    | Tempo   | Note                                     |
| ------- | -------------------- | ---------- | ------- | ---------------------------------------- |
| Oro     | Clement Kemboi       | Kenya      | 8:20.31 |                                          |
| Argento | Hillary Kemboi       | Kenya      | 8:22.96 | Miglior prestazione personale stagionale |
| Bronzo  | Hailemariyam Amare   | Etiopia    | 8:24.19 | Miglior prestazione personale stagionale |
| 4       | Wogene Sebisibe      | Etiopia    | 8:26.62 | Miglior prestazione personale stagionale |
| 5       | Chala Beyo           | Etiopia    | 8:28.03 |                                          |
| 6       | Yemane Haileselassie | Eritrea    | 8:32.05 |                                          |
| 7       | Yousif Abdalla Timbo | Sudan      | 8:33.96 | Record nazionale                         |
| 8       | Abel Mutai           | Kenya      | 8:38.10 |                                          |
| 9       | Hichem Bouchicha     | Algeria    | 8:38.92 |                                          |
| 10      | Bilal Tabti          | Algeria    | 8:41.48 |                                          |
| 11      | Abdel Moula Hossney  | Sudan      | 9:18.09 |                                          |
| N.D.    | Gaylord Silly        | Seychelles | dns     |                                          |